# Рыбак, Марк
Марк Ры́бак (эст. Mark Rõbak; 8 марта 1945, Таллин — 6 марта 2018, Израиль) — основатель и первый руководитель Еврейского музея Эстонии, занимался исследованием истории эстонского еврейства, помогал культурным контактам между Эстонией и Израилем.

## Биография
Окончил факультет математики Московского государственного университета. Вместе с родителями эмигрировал в Израиль в 1972 году, где проработал почти 30 лет в концерне IBM.
Выйдя в 2001 году на пенсию, он посвятил себя исследованию и сохранению истории и памяти об эстонском еврействе.
В 2006 году заложил основу созданию Еврейского музея Эстонии. Он стал первым директором музея, открытого 17 декабря 2008 года и постоянно пополнял архив музея.
В 2010 году президент Эстонии наградил его Орденом Белой Звезды IV класса.
Скончался 6 марта 2018 года, после долгой болезни.

## Признание
- 2009 — Человек года Еврейской Общины Эстонии
- 2010 г. — Орден Белой Звезды IV степени